# Amplitud administrativa

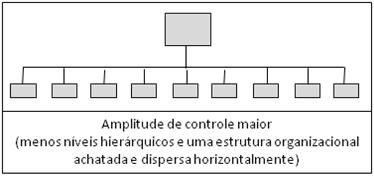
Amplitud de control major, menys controls jeràrquics.

L'amplitud administrativa, també anomenada amplitud de control o amplitud de comandament es refereix al nombre d'empleats que un gerent en pot dirigir amb eficiència i eficàcia. Aquesta amplitud està directament relacionada amb el nombre de nivells jeràrquics d'una organització i la configuració general de la seva organització (centralització).